# Metro Exodus
Metro Exodus é um jogo eletrônico de tiro em primeira pessoa  e Survival horror; desenvolvido pela 4A Games e publicado pela Deep Silver. Foi lançado em 15 de fevereiro de 2019 para Microsoft Windows, PlayStation 4 e Xbox One.
É o terceiro título da série de jogos eletrônicos Metro, baseado nos romances de Dmitry Glukhovsky. Ele é a sequência dos eventos ocorridos em Metro 2033 e Metro: Last Light.

## Jogabilidade
Metro Exodus é um jogo eletrônico de tiro em primeira pessoa com elementos de survival horror e stealth. Situado no terreno baldio pós-apocalíptico da antiga Federação Russa, o jogador deve lidar com os novos perigos e se envolver em combate contra criaturas mutantes, assim como contra humanos hostis. O jogador empunha um arsenal de armamento feito à mão que pode ser personalizado através de materiais de looting e de um sistema de crafting. O jogo apresenta uma mistura de níveis lineares e ambientes de sandbox. Também inclui um sistema climático dinâmico, um ciclo de dia e noite e ambientes que mudam com as estações conforme a história avança. É definido ao longo de um ano inteiro no jogo.

## Lançamento
Metro Exodus foi anunciado em 11 de junho de 2017 na conferência de imprensa da Microsoft durante a E3 2017. O jogo foi lançado para Microsoft Windows, PlayStation 4 e Xbox One em 15 de fevereiro de 2019.

### Controvérsias
Em 28 de janeiro de 2019, foi anunciado que o lançamento de PC do jogo seria exclusivo para a Epic Games Store por um ano, com a editora citando a divisão de receita mais favorável da plataforma. As vendas do jogo foram descontinuadas na Steam após o anúncio, com as compras digitais existentes da Steam ainda sendo cumpridas. A decisão causou polêmica, e resultou em um grande número de jogadores pedindo um boicote ao jogo e revendo os jogos anteriores da franquia na Steam. Um dos desenvolvedores do jogo foi criticado pela imprensa por ter dito em um fórum que, se o Metro Exodus não vendesse bem na Epic Games Store, suas sequências poderiam se tornar exclusivas para consoles. A 4A Games divulgou uma declaração afirmando que essas visões não representam a da empresa.

## Recepção

### Vendas
Em seu mês de lançamento, Metro Exodus vendeu 2.000 unidades a menos do que Far Cry: New Dawn, reivindicando a segunda posição nas paradas de vendas no Reino Unido. Metro Exodus também vendeu 50% de cópias a mais do que seu antecessor, Metro: Last Light. No Japão, aproximadamente 17.513 unidades físicas para PlayStation 4 foram vendidas durante sua semana de lançamento, tornando-se o jogo de vendas número 7 de qualquer formato.